# Вайл, Курт
Не следует путать с Куртом Вайлем и псевдонимом Алана Мура.
Курт Вайл (Kurt Vile; 1980) — американский автор-исполнитель, гитарист.

## Биография
Вайл был одним из основателей филадельфийской группы The War on Drugs, которую покинул в конце 2008 года, чтобы заняться сольной карьерой. С тех пор он выпустил четыре альбома и четыре миньона. В настоящее время у него подписан контракт с Matador Records. На концертах он выступает как сольно, так и при поддержке группы The Violators, а также участников The War on Drugs.
Музыку Вайла относят к инди-року с влиянием фолка и лоу-фая и часто сравнивают с Брюсом Спрингстином. Среди исполнителей, повлиявших на его творчество, он называет Fleetwood Mac, Джона Фэи, Боба Дилана.
Последний альбом Вайла Smoke Ring for My Halo получил в основном положительные отзывы, в том числе на сайте Pitchfork.

## Дискография

### Альбомы
- Constant Hitmaker (2008, Gulcher Records; 2009, Woodsist Records)
- God Is Saying This to You (2009, Mexican Summer)
- Childish Prodigy (2009, Matador Records)
- Smoke Ring for My Halo (2011, Matador Records) № 154 в США
- Wakin on a Pretty Daze (2013, Matador Records)
- B'lieve I'm Goin Down...[2] (2015, Matador Records) № 40 «Billboard 200» США

### Мини-альбомы
- Fall Demons (2009, Skulltones)
- The Hunchback (2009, Richie Records)
- Square Shells (2010, Matador Records)
- So Outta Reach (2011, Matador Records)

### Синглы
- «He’s Alright» (2009, Matador Records)
- «In My Time» (2010, Matador Records)

### Сериалы[3]
- Animals.